# Грем'яцька сільська рада (Новгород-Сіверський район)
Грем'я́цька сільська́ ра́да — адміністративно-територіальна одиниця та орган місцевого самоврядування в Новгород-Сіверському районі Чернігівської області. Адміністративний центр — село Грем'яч.

## Загальні відомості
Грем'яцька сільська рада утворена у 1956 році.
- Територія ради: 99,716 км²
- Населення ради: 1 782 особи (станом на 2001 рік)

## Населені пункти
Сільській раді були підпорядковані населені пункти:
- с. Грем'яч
- с. Богданове
- с. Гай
- с. Діброва
- с. Колос
- с. Мурав'ї
- с. Новоселівка

## Склад ради
Рада складалася з 18 депутатів та голови.
- Голова ради: Карцан Олексій Миколайович
- Секретар ради: Довбенко Тетяна Анатоліїівна

### Керівний склад попередніх скликань
| Прізвище, ім'я, по батькові | Основні відомості                                                         | Дата обрання | Дата звільнення |
| --------------------------- | ------------------------------------------------------------------------- | ------------ | --------------- |
| Дорох Надія Петрівна        | Сільський голова, 1949 року народження, позапартійна                      | 26.03.2006   | 31.10.2010      |
| Карцан Олексій Миколайович  | Сільський голова, 1981 року народження, освіта вища, член Партії регіонів | 31.10.2010   |                 |

Примітка: таблиця складена за даними сайту Верховної Ради України

### Депутати
За результатами місцевих виборів 2010 року депутатами ради стали:

#### За суб'єктами висування
| Суб'єкт висування           | Кількість обраних депутатів | %    |
| --------------------------- | --------------------------- | ---- |
| Партія регіонів             | 10                          | 55,6 |
| Самовисування               | 5                           | 27,8 |
| Комуністична партія України | 3                           | 16,7 |

#### За округами
| № округу                    | Прізвище, ім'я, по батькові    | Дата визнання обраним | Освіта  | Партійна приналежність            | Відомості про обраного депутата                                                                                       |
| --------------------------- | ------------------------------ | --------------------- | ------- | --------------------------------- | --- |
| Комуністична партія України |                                |                       |         |                                   | |
| 2                           | Клипко Надія Петрівна          | 03.11.2010            | середня | позапартійна                      | Страхова компанія «Оранта», страховий агент                                                                           |
| 9                           | Мельник Віктор Васильович      | 03.11.2010            | середня | позапартійний                     | Грем'яцька станція швидкої допомоги, водій                                                                            |
| 15                          | Криловський Леонід Іванович    | 03.11.2010            | середня | член Комуністичної партії України | пенсіонер |
| Партія регіонів             |                                |                       |         |                                   | |
| 1                           | Храпач Тетяна Михайлівна       | 03.11.2010            | вища    | член Партії регіонів              | Новгород-Сіверський територіальний центр соціального обслуговування (надання соціальних послуг), соціальний працівник |
| 5                           | Довбенко Тетяна Анатолівна     | 03.11.2010            | вища    | член Партії регіонів              | Грем'яцька сільська рада, секретар                                                                                    |
| 6                           | Ткаченко Марія Іванівна        | 03.11.2010            | середня | член Партії регіонів              | Грем'яцька сільська рада, директор БК                                                                                 |
| 7                           | Шкалаберда Сергій Анатолійович | 03.11.2010            | вища    | член Партії регіонів              | Грем'яцька загальноосвітня школа I-III ст., вчитель                                                                   |
| 10                          | Очкіна Валентина Степанівна    | 03.11.2010            | вища    | член Партії регіонів              | Грем'яцька загальноосвітня школа I-III ст., вчитель                                                                   |
| 11                          | Єрченко Наталія Михайлівна     | 03.11.2010            | вища    | член Партії регіонів              | Грем'яцьке поштове відділення зв'язку, начальник                                                                      |
| 13                          | Холодна Валентина Миронів      | 03.11.2010            | вища    | член Партії регіонів              | Грем'яцька станція швидкої допомоги, фельдшер                                                                         |
| 16                          | Лукаш Сергій Олександрович     | 03.11.2010            | вища    | член Партії регіонів              | Грем'яцька загальноосвітня школа I-III ст., опалювач                                                                  |
| 17                          | Лузган Наталія Іванівна        | 03.11.2010            | середня | член Партії регіонів              | Грем'яцьке поштове відділення зв'язку, листоноша                                                                      |
| 18                          | Пустовойт Сергій Алевтинович   | 03.11.2010            | вища    | член Партії регіонів              | фермер |
| Самовисування               |                                |                       |         |                                   | |
| 3                           | Мельник Тетяна Петрівна        | 03.11.2010            | вища    | позапартійна                      | Грем'яцька загальноосвітня школа I-III ст., директор                                                                  |
| 4                           | Яцковська Олена Олексіївна     | 03.11.2010            | вища    | позапартійна                      | Грем'яцький дитячий садок, завідувачка                                                                                |
| 8                           | Мельник Ніна Іллівна           | 03.11.2010            | вища    | позапартійна                      | Грем'яцька сільська рада, головний бухгалтер                                                                          |
| 12                          | Сатир Алла Михайлівна          | 03.11.2010            | середня | позапартійна                      | Грем'яцький дитячий садок, помічник вихователя                                                                        |
| 14                          | Жигалко Марта Сергіївна        | 03.11.2010            | вища    | позапартійна                      | Грем'яцька амбулаторія, лікар                                                                                         |